# Stipa vargasii
Stipa vargasii är en gräsart som beskrevs av Oscar Tovar. Stipa vargasii ingår i släktet fjädergrässläktet, och familjen gräs. Inga underarter finns listade i Catalogue of Life.